# Lee Sang-yoon
Lee Sang-yoon (* 10. April 1969 in Daejeon) ist ein ehemaliger südkoreanischer Fußballspieler und heutiger -trainer.

## Karriere

### Spieler

#### Klub
Nach seiner Zeit in der Mannschaft der Konkuk University wechselte Lee Anfang 1990 zu Ilhwa Chunma, wo er bis zum Ende der Saison 1998 ununterbrochen aktiv war. Mit diesen gewann er drei Mal die Meisterschaft sowie jeweils einmal den Pokal, den Ligapokal und die AFC Champions League. In der Saison 1993 wurde er zum Spieler der Saison auserkoren. Danach wurde er an den französischen Klub FC Lorient verliehen, wo er für ein halbes Jahr im Kader stand. In dieser Zeit kam er jedoch lediglich auf vier Kurzeinsätze in der Ligue 1. Nach dem Ende dieser Leihe verblieb er noch bis zum Ende der Saison 2000 bei Ilhwa Chunma und wechselte danach für eine letzte Spielzeit zum Bucheon SK, wonach er seine Karriere beendete.

#### Nationalmannschaft
Sein erstes bekanntes Spiel für die südkoreanische Nationalmannschaft war am 22. Juni 1988 bei einem 4:0-Sieg gegen Indonesien während der Qualifikation für die Asienmeisterschaft 1988. Das war aber erst einmal für einige Jahre sein einziges Spiel für die Nationalmannschaft.
Sowohl im Jahr 1990 als auch 1992 kam er dann wieder in ein paar Freundschaftsspielen zum Einsatz. Erst im September 1996 folgten dann in der Qualifikation für die Weltmeisterschaft 1998 erstmals andere Spiele. Nach der erfolgten Qualifikation kam er auch bei im Vorfeld der Endrunde stattfindenden Freundschaftsspielen zum Einsatz und wurde auch für den Kader bei der Weltmeisterschaft 1998 nominiert. Hier kam er auf zwei Einsätze in der Gruppenphase. Danach erhielt er keine Spiele im Nationaldress mehr.

### Trainer
Nach seiner Spielerlaufbahn trainierte er bis Ende 2010 Schulmannschaften, danach wurde er über den Verlauf der Saison 2011 Co-Trainer bei Busan IPark und nahm für die Folgesaison einen Trainerposten im Frauenfußball an.
Ab 2014 wurde er bei seinem ehemaligen Verein, der mittlerweile Seongnam FC genannt wurde, Co-Trainer bis zum Ende des Jahres. Von Ende April 2014 bis Ende August 2014 fungierte er hier zudem kurz als Interimstrainer. Von Mai 2015 bis Ende 2016 war er noch einmal Trainer der Mannschaft seiner ehemaligen Universität.